# Krisztina Triscsuk
Dans le nom hongrois Triscsuk Krisztina, le nom de famille précède le prénom, mais cet article utilise l’ordre habituel en français Krisztina Triscsuk, où le prénom précède le nom.
Krisztina Triscsuk (en russe : Кристина Трищук,  Kristina Trichtchouk), née le 17 juillet 1985 à Boksitogorsk en République socialiste fédérative soviétique de Russie, est une handballeuse russe naturalisée hongroise Elle évolue au poste d'arrière gauche.

## Palmarès

### Club
compétitions internationales
- vainqueur de la coupe de l'EHF (C3) en 2016

### Sélection nationale
Championnat d'Europe
- médaille de bronze au championnat d'Europe 2012
- 8e place au championnat du monde 2013
- 6e place au championnat d'Europe 2014
- 11e place au championnat du monde 2015
- 12e place au championnat d'Europe 2016

### Distinctions individuelles
- Meilleure buteuse du Championnat de Hongrie (2) : 2010/11, 2016/17